# گرادیان زمین‌گرمایی

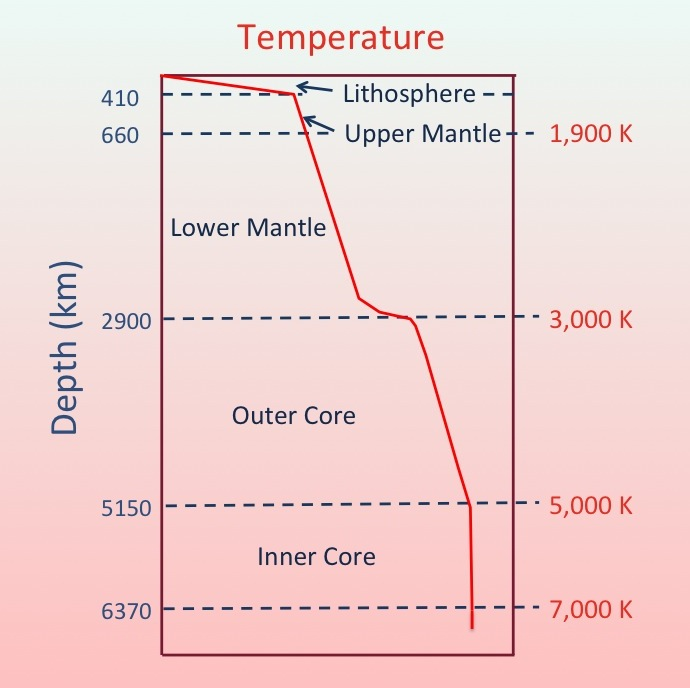
نمای شماتیک از برآورد نیمرخ گرمایی درون زمین. عدد ۴۱۰ نشان‌دهنده سطح بالای منطقه گذار در گوشته بالایی است. ضخامت سنگ‌کره کمتر از ۳۰۰ کیلومتر است.

گرادیان زمین گرمایی یا شیب زمین‌گرمایی، آهنگ افزایش دما نسبت به افزایش عمق درون زمین است. در بیشتر بخش‌های جهان، در نواحی دور از مرزهای صفحات تکتونیک، آهنگ افزایش دما حدود ۲۵ درجه سانتی گراد در هر کیلومتر عمق (۱ درجه فارنهایت در هر ۷۰ فوت از عمق) است. غالباً زمین گرمایی اشاره به زمین دارد هرچند که این مفهوم را می‌توان برای سایر سیاره‌ها هم استفاده کرد. دمای درون زمین ناشی از ترکیب گرمای باقی‌مانده از برافزایش سیارات (planetory accretion)، دمای حاصل از تباهی رادیواکتیوی decay radioactive، و احتمالاً دمای حاصل از سایر منابع است. ایزوتوپ‌های مهم تولیدکننده گرما در زمین پتاسیوم ۴۰، اورانیوم ۲۳۸ و توریوم ۲۳۲ هستند. در مرکز زمین، دما تا ۷۰۰۰ و فشار تا ۳۶۰ می‌رسد.

## منابع گرما

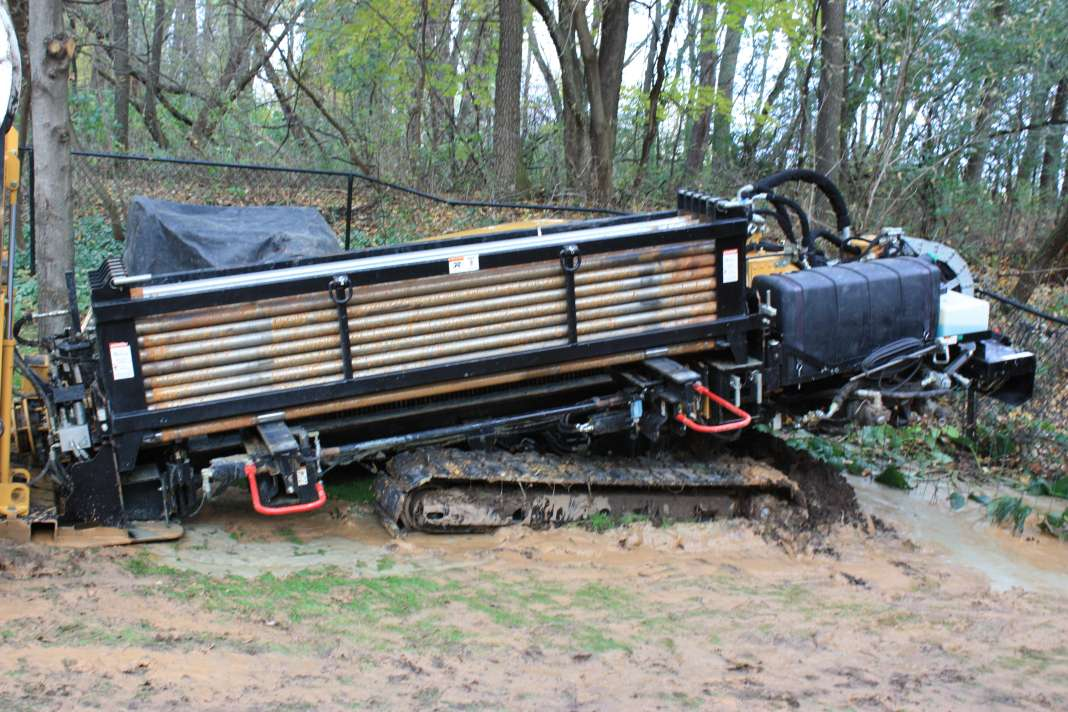
ماشین دریل زمین گرمایی در ایالت ویسکانسین آمریکا